# خائینک
خائینک یک روستا در ایران است که در دهستان انگوران واقع شده‌است. خائینک ۲۱۸ نفر جمعیت دارد.